# Espejo (Alava)
Pour les articles homonymes, voir Espejo (Cordoue).
Espejo qui signifie miroir en espagnol, est une commune ou une contrée appartenant à la municipalité de Valdegovía dans la province d'Alava, située dans la Communauté autonome basque en Espagne.
Cette commune possède le bâtiment de « contrôle et d'extinction des incendies et de sauvetage » pour toute la région de Valdegovía. Les travaux d'Óscar Martínez Luquín, architecte, ont pris fin en 2008.

## Anthropologie culturelle
Dans un travail sur les épigraphies de Villamaderne et d'Espejo, ont été mises à la disposition des chercheurs, trois rubriques située dans la chapelle de Sainte-Lucie (Villamaderne) et dans l'église d'El Salvador à Espejo. Elles ont été données en vue de les étudier et pour faciliter leur accès à la recherche

## Tourisme
C'est un lieu touristique et il y a aussi deux gîtes et chambres à d'hôtes au village:
- El Molino - Errota Enea
- Patxo Etxea

## Inondations
En juin 2008, de grandes inondations sont passées à travers le village.